# Dolomedes submarginalivittatus
Dolomedes submarginalivittatus är en spindelart som beskrevs av Embrik Strand 1907. Dolomedes submarginalivittatus ingår i släktet Dolomedes och familjen vårdnätsspindlar. Inga underarter finns listade i Catalogue of Life.